# Cenopalpus lanceolatisetae
Cenopalpus lanceolatisetae är en spindeldjursart som först beskrevs av Attiah 1956.  Cenopalpus lanceolatisetae ingår i släktet Cenopalpus och familjen Tenuipalpidae. Inga underarter finns listade i Catalogue of Life.